# Cheia (Alba)
Cheia (ungarisch Remetei Szoros) ist ein Dorf im Kreis Alba in Rumänien. Es ist Teil der Gemeinde Râmeț.

## Lage
Cheia befindet sich im Westen Siebenbürgens im Trascău-Gebirge. Die Siedlung liegt an der Dorfstraße (drum comunal) DC 62, abgelegen im Tal des Flusses Geoagiu am Eingang in die Talschlucht Cheile Râmețului, etwa zwei Kilometer westlich vom Gemeindezentrum entfernt. Die höchste Erhebung in der Umgebung ist der Vârful Trascăului mit 1217 m.

## Geschichte
Cheia wurde im Jahre 1770 erstmals urkundlich erwähnt. Seine Bewohner waren seitdem vorwiegend mit der Weidewirtschaft beschäftigt.

## Bevölkerung
Die nur noch fünf Einwohner des Ortes (Stand 2002) bezeichneten sich durchweg als Rumänen. Die Einwohnerzahl hat seit der ersten offiziellen Erhebung im Jahr 1956 (damals 132) deutlich abgenommen. Die meisten Anwesen werden nur noch saisonweise als Wirtschaftsgebäude genutzt.
Bei der Volkszählung 2021 wurden im Dorf Cheia keine Menschen registriert.

## Verkehr
Cheia ist heute nur noch zu Fuß erreichbar, nachdem der einzige Fahrweg, der von Brădești talwärts führte, durch Hochwasser an mehreren Stellen unterbrochen ist.

## Sehenswürdigkeiten
Cheia ist heute vorwiegend ein Ziel für Wanderer. Neben der erwähnten Râmeț-Talschlucht gibt es in der Umgebung weitere Klammen (Cheile Pravului, Cheile Piatra Bălții, Cheile Geogelului).
Im Ort und verstreut in der Umgebung befinden sich noch mehrere strohgedeckte Häuser, die heute allerdings nicht mehr zu Wohnzwecken genutzt werden.